# Two Borders
Two Borders es un municipio canadiense situado en la provincia de Manitoba.

## Superficie
Two Borders tiene una superficie de 2321,73 km².

## Demografía
En 2021, tenía 1120 habitantes, una densidad poblacional de 0,5 hab./km², y 588 viviendas.